# SimFarm
 (mai 2018).
SimFarm est un jeu de gestion publié par Maxis. Il fait partie de la série des jeux Sims.

## Système de jeu
SimFarm est, comme son nom l'indique, un simulateur de gestion d’exploitation agricole. Après avoir choisi la région d'installation de sa ferme, le joueur doit gérer l'achat des semences et du bétail, l'emplacement des constructions de bâtiments, etc. Des désastres peuvent survenir : tornades, inondations, et tempêtes de sable par exemple. Le jeu intègre un village, qui se gère comme les villes de SimCity.